# Bosnisch-herzegowinische Billie-Jean-King-Cup-Mannschaft
Die bosnisch-herzegowinische Billie-Jean-King-Cup-Mannschaft ist die Tennisnationalmannschaft von Bosnien und Herzegowina, die im Billie Jean King Cup eingesetzt wird. Der Billie Jean King Cup (bis 1995 Federation Cup) ist der wichtigste Wettbewerb für Nationalmannschaften im Damentennis, analog dem Davis Cup bei den Herren.

## Geschichte
Erstmals am Billie Jean King Cup teilgenommen hat Bosnien und Herzegowina im Jahr 1997. Das bisher größte Erfolg des Teams war das Erreichen der Gruppe I Europa/Afrika.

## Teamchefs (unvollständig)
- Sanja Kovac
- Vojin Sukalo

## Bekannte Spielerinnen der Mannschaft
- Nefisa Berberović
- Ema Burgić Bucko
- Dea Herdželaš
- Mervana Jugić-Salkić
- Jelena Simić
- Jasmina Tinjić
- Anita Wagner